# ديفيد ديفيز (سياسي ويلزي)
ديفيد ديفيز (بالإنجليزية: David Davies)‏ هو سياسي بريطاني (وحمل سابقاً جنسية المملكة المتحدة لبريطانيا العظمى وأيرلندا)، ولد في 20 ديسمبر 1870 في المملكة المتحدة، وتوفي في 25 أبريل 1958. حزبياً، نشط في حزب المحافظين. وقد انتخب عضو المجلس المحلي ‏ London County Council ‏ (1912 – 1922).